# RosASM

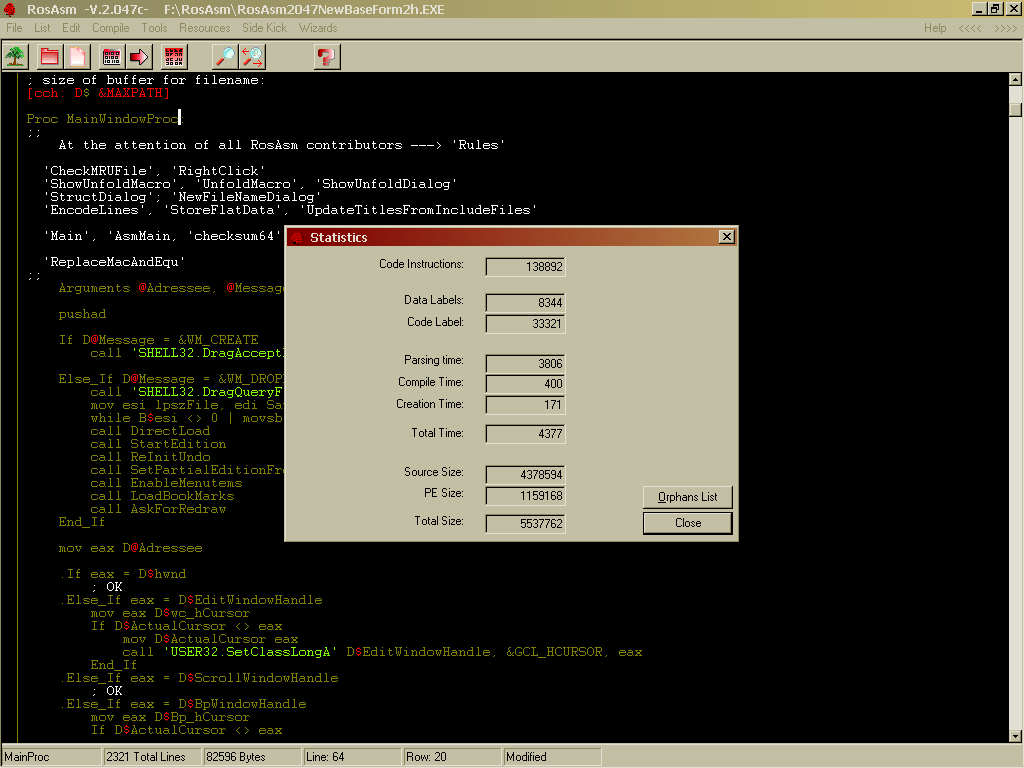
Recopilación de RosAsm

RosAsm es un lenguaje ensamblador x86 de 32 bits para Win32 lanzado bajo la licencia GNU General Public License de GNU. El nombre significa ReactOS ASseMbler, sin embargo, no está relacionado con ese proyecto. RosAsm es un IDE con integración completa del ensamblador, enlazador, editor de recursos, depurador y desensamblador. La sintaxis es inspirada en el NASM, otro ensamblador. El RosAsm empaqueta el código fuente del cual un ejecutable fue compilado directamente dentro de los archivos Portable Executable (PE). 